# A Német Demokratikus Köztársaság címere

Az NDK címere

A Német Demokratikus Köztársaság címerének központi eleme a kalapács és a körző, amit a "szocialista heraldikának" megfelelően német nemzeti színű szalaggal befont búzakalász ölel körbe. A kalapács a munkásokat jelképezte, akik a gyárakban dolgoztak, a körző az értelmiséget, a búzakalász pedig a mezőgazdasági dolgozókat szimbolizálta. A heraldikát követő európai szocialista államok címerei közül ez, illetve Lengyelország címere volt mentes a vörös csillagtól.
A legelső változat 1950-ben még csak a kalapácsot és a búzakalászt tartalmazta, a körző 1953. május 28-án került a kalapács elé. A végleges változat 1955 szeptemberében készült el, ekkor vörös hátteret kapott a címer, ami 1959. október 1-jén az NDK nemzeti zászlajára is felkerült. Miután 1990. október 3-án Németország újraegyesült, az NDK címerét formailag nem szüntették meg, egyszerűen használaton kívülinek nyilvánították.

## Galéria

(1950. január 12. – 1953. május 28.)
(1953. május 28. – 1955. szeptember 26.)
(1955. szeptember 26. – 1990. október 3.)
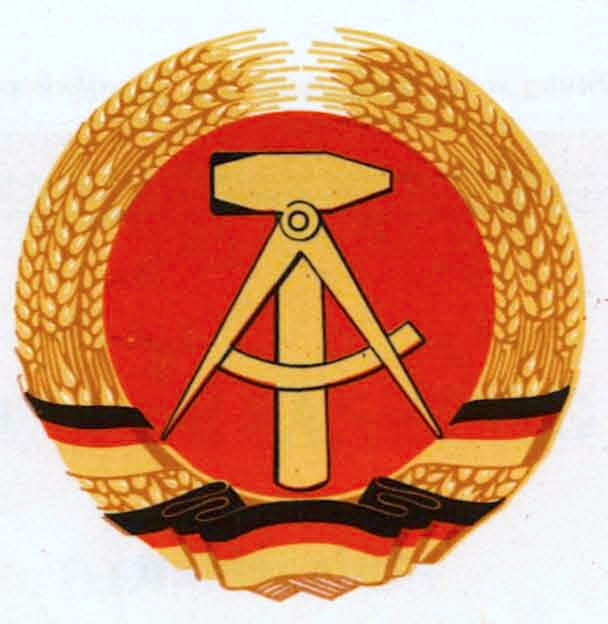
Az NDK hivatalos közlönyében kiadott változat, 1955. október 27-én.
Stilizált változat: Gyakran használták nyomtatott anyagokon.